# Clematis 'Princess Diana'
Clematis 'Princess Diana' — позднецветущий сорт клематиса (ломоноса). Используется в качестве вьющегося декоративного садового растения.
Сорт введён в культуру питомником Peveril Clematis Nursery (Великобритания).

## Описание сорта
Диплоид.
Высота 1,8—2,4 м.
Побеги травянистые. Листья светло-зелёные.
Цветки одиночные, тюльпановидные, 5—7 см в диаметре. Лепестки в количестве 4, ярко-розовые, на конце заострённые. Пыльники тёмно-бордовые, тычиночные нити кремовые.
Сроки цветения: с лета до начала осени.

## Агротехника
Местоположение: солнечные или полутенистые участки. К почвам не требователен. Достаточно устойчив к мучнистой росе.
Молодые, появляющиеся на уровне почвы побеги клематиса 'Princess Diana' могут повреждаться слизнями и улитками.
Группа обрезки: 3 (сильная). В первый год рекомендуется производить обрезку над 2—3 парой почек около 20 см от земли, в последующие годы чуть выше.
Зона морозостойкости: 4—9.
В качестве опоры могут использоваться низкие кустарники и стелющиеся хвойные растения. Может выращиваться в крупных контейнерах.